# XVe concile de Tolède

Le quinzième concile de Tolède s'est tenu à Tolède, dans le royaume Wisigothique, actuelle Espagne, en 688, sous le règne du roi Egica.

## Origine
En 680 - 681, le sixième concile œcuménique, le troisième concile de Constantinople, a condamné le monothélisme et affirmé la doctrine de duophysisme, que le Christ avait deux natures. La décision de ce concile a été envoyée à Quirinus, le métropolitain de Tolède, qui mourut avant de la recevoir et la décision échut dans les mains de son successeur Julian. La réponse des évêques espagnols, envoyée au pape Benoit II, ne fut pas au goût du pape, en particulier la phrase voluntas genuit voluntatem, signifiant la « volonté engendré par la volonté ».
Egica, outre l'affirmation de la théologie de Julian, n'avait qu'une seule raison d'appeler le conseil. Il avait été obligé par son prédécesseur, Ervige, de prendre deux serments avant d'assumer la royauté. D'abord, il a été contraint de jurer de ne jamais nuire aux enfants d'Ervige au moment où Ervige lui donna sa fille en mariage. Deuxièmement, il a été contraint, sur le lit de mort d'Ervige, d’émettre le vœu de défendre la justice pour le peuple. Egica a affirmé, en raison des injustices d'Ervige, qu'il ne pouvait pas protéger ses enfants s'il voulait rendre justice au peuple. Il est généralement supposé qu'Ervige avait injustement confisqué des biens qui se trouvaient dans les mains de ses enfants. Par conséquent, Egica voudrait reprendre ces biens pour les ramener à ses possesseurs légitimes.

## Déroulement
Le concile démarre le 11 mai 688.

## Canons
Le concile adopte les positions du métropolitain de Tolède Julian qui défend les propositions issus des délibérations du XIVe Concile de Tolède. Il a été théorisé par certains qu'un schisme avec l'Église de Rome était imminente, mais détournée par les évènements politiques en Espagne et en Italie, comme l'invasion musulmane de 711. Ce point de vue, cependant, n'est pas généralement acceptée.
Le roi Egica demande que la protection des enfants d'Ervige ne soit plus de son ressort. Le concile lui ordonne d'aimer les enfants d'Ervige mais le libère de son serment. Egica voulu également annuler la canon du XIIIe Concile protégeant la famille d'Ervige, mais les évêques refusèrent arguant que ce canon ne les protégeait pas des justes peines.